# Партия солидарности и развития Союза
Партия солидарности и развития Союза (бирм. ပြည်ထောင်စုကြံ့ခိုင်ရေးနှင့်ဖွံ့ဖြိုးရေးပါတီ) — политическая партия Мьянмы, зарегистрированная 2 июня 2010 года Союзной избирательной комиссией, является преемником массовой организации бирманского правительства «Союз солидарности и ассоциации развития» (бирм. ပြည်ထောင်စုကြံ့ခိုင်ရေးနှင့်ဖွံ့ဖြိုးရေးအသင်း).

## Руководство
2 мая 2011 года Шве Ман занял пост временного председателя партии. Тхэй У был назначен в качестве заместителя председателя, Аунг Таун и Теин Зау в качестве Первого и Второго секретаря соответственно. Маунг О был назначен дисциплинарным должностным лицом партии. Бывший мэр Янгона Аунг Теин Линь был назначен руководителем отделения партии в Янгоне.
16 октября 2012 года Тейн Сейн был переизбран председателем Партии солидарности и развития Союза на первой партийной конференции в Нейпьидо. Это решение прямо противоречит Конституции страны от 2008 года, в которой говорится: «Если президент или вице-президенты являются членами политической партии, они не должны участвовать в своей партийной деятельности в течение срока их полномочий со дня их избрания».
По состоянию на октябрь 2012 года руководство партии было реорганизовано в состав Центрального исполнительного комитета, состоящего из 44 членов. В том числе: 
- Председатель: Тейн Сейн
- Заместитель Председателя: Айе Минт
- Заместитель Председателя: Шве Ман
- Заместитель Председателя: Тхэй У
- Генеральный секретарь: Маун Маун Тейн
- Генеральный секретарь: Теин Зау
- Секретарь: Хин Аунг Мьинт
- Секретарь: Тхэй Шви
- Секретарь: Аунг Ко

Из-за растущей критики Тейн Сейн передал пост председателя партии Шве Ману 1 мая 2013 года.
В ночь с 12 на 13 августа 2015 года штаб-квартира партии в столице страны Нейпьидо была блокирована людьми в форме. Одновременно они появились и у дома на тот момент председателя партии и спикера нижней палаты парламента 68-летнего отставного генерала Шве Мана. Генеральному секретарю партии Маун Маун Тейну позвонили коллеги и сказали, что он может больше не приходить на работу. 15 августа новым председателем правящей Партии солидарности и развития Союза избран отставной генерал Тхэй У. Новым генеральным секретарем партии стал близкий к действующему президенту отставной бригадный генерал Тин Найн Тейн.
С 23 августа 2016 года председателем партии является Чен Тэй.